# Nana Akiyama
Nana Akiyama (秋山奈々 Akiyama Nana?,  26 de diciembre, 1989) es una  actriz, cantante y modelo japonesa, originaria de la ciudad de Tokio. Su agencia es ABC Inc. y su sello discográfico es Victor Entertainment Japan.
Nana comenzó su carrera como modelo infantil la segunda mitad de los años noventa, como principal modelo de la revista de niñas Pitiremon, donde participó hasta el año 2006, aparte de participar también en diversos avisos y comerciales para la televisión.
Su salto a la fama definitivo lo dio en su interpretación de Akira Amami en el drama Kamen Rider Hibiki del 2005, abriéndosele gracias a esto numerosas puertas dentro de la industria.
Desde el 2006 en adelante comenzó su carrera como gravure idol y también como cantante lanzando su primer sencillo "Wakkatte kureru Tomodachi wa Hitori datta ii/Yoake Mae", en el mes de julio de este año.

## Actuación

### Anime
- Shikabane Hime, Makina Hoshimura

### Dramas
- Kamen Rider Hibiki (2005 - 2006)
- Sato Yonshimai (2005)
- Koisuru Nichiyoubi (2005, 2007)
- Short Film (2006)
- Shinigami no Ballad (2007)
- K-tai Investigator 7 (2008, 2009)

### Películas
- Kamen Rider Hibiki to Shichinin no Senki (2005)
- BS-i Creator Box - Koisuru Nichiyoubi
- DEATH FILE (2006)
- DEATH FILE 2 (2007)
- Gakkou no Kaidan (2007)

### Comerciales
- Nissan (2003)
- Sumitomo Forestry (2003 - 2004)
- Nestlé KitKat (2004)
- Kao Corporation Econa (2007)

### Radio
- Marugoto Station (2006)
- Café de CAMUS (2006)
- Café de Nana (2007)

## Discografía

### Álbumes
1. Hikari to Kage no Palette (光と影のパレット?) (18 de abril de 2007)

### Sencillos
1. Wakkatte kureru Tomodachi wa Hitori datta ii/Yoake Mae (わかってくれるともだちはひとりだっていい/夜明け前?) (26 de julio de 2006)
2. Orenji-iro (オレンジ色?) (22 de noviembre de 2006)
3. Sayonara to Hajimari (さよならとはじまり?) (14 de febrero de 2007)
4. Onaji Hoshi (同じ星?) (19 de septiembre de 2007)